# 劉之屏
劉之屏，直隸大寧人，清朝政治人物。

## 生平
順治二年（1645年）乙酉科順天鄉試舉人，順治三年（1646年）聯捷丙戌科進士，授夏縣知縣。后因抵禦匪亂而亡。后贈山西省按察使司佥事，荫子入國子監读书。
　